# Cork
Cork (irisch Corcaigh, regionale Aussprache [ˈkɔɾkɪɟ]) ist der Verwaltungssitz der gleichnamigen Grafschaft Cork in der Provinz Munster im Süden Irlands.
Der Name Corcaigh bedeutet so viel wie Marschland. Die Stadt ist mit ca. 222.333 Einwohnern nach Dublin die zweitgrößte Stadt der Republik Irland. Die Metropolregion zählt etwa 350.000 Einwohner.
Cork ist Sitz des römisch-katholischen Bistums Cork und Ross, das bis auf das 7. Jahrhundert zurückgeht.

## Geographie
Das Kerngebiet der Stadt liegt auf einer Insel in der Flussmündung des River Lee.

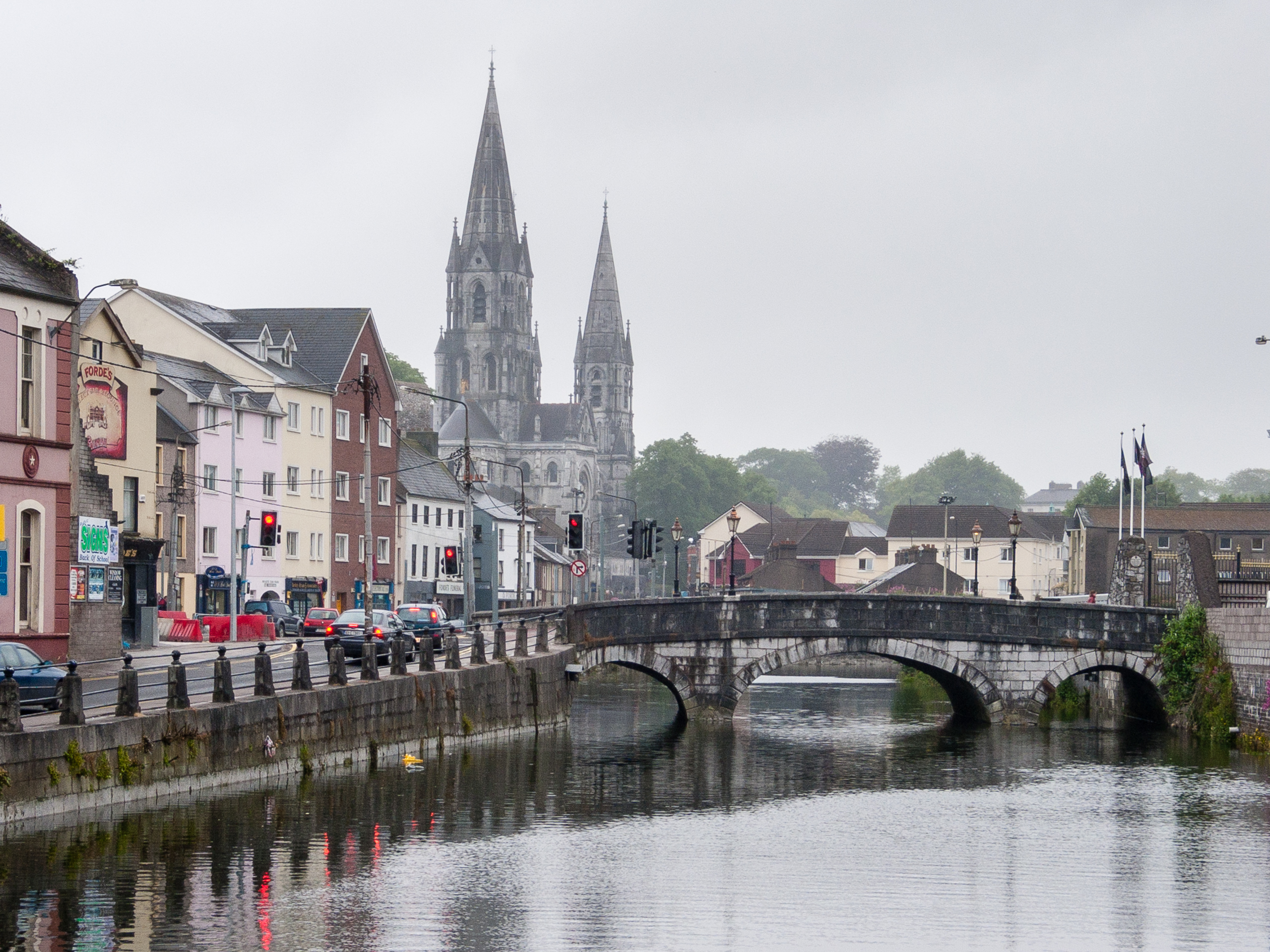
River Lee, Sullivan’s Quay und Saint Fin Barre’s Cathedral

## Geschichte

### Altertum und Mittelalter
Der Legende zufolge soll durch den heiligen Finbarr in der Zeit zwischen 500 und 600 ein Kloster auf der Flussinsel gegründet worden sein. Die Stadt Cork selbst nennt dazu das Jahr 606. Seit 846 waren Wikinger ansässig, die hier einen Handelsposten gründeten. Seit dem Ende des 12. Jahrhunderts wurde die Stadt durch die Normannen beherrscht.
Im Jahr 1185 verlieh Prinz Johann Ohneland Cork per Urkunde die Stadtrechte. Die meiste Zeit während des Mittelalters war die Stadt ein Außenposten der englischen Herrschaft in einer überwiegend feindlich gesinnten Umgebung von irischen Clans, weit entfernt vom zentralen englischen Herrschaftsgebiet des Pale um Dublin. Das städtische Regime wurde von ungefähr 12 bis 15 Kaufmannsfamilien beherrscht. Sie hatten ihren Reichtum durch den Handel mit dem europäischen Kontinent erworben. Exportiert wurden vor allem Wolle und Häute, während die Hauptimportgüter Salz, Eisen und Wein waren.
Um 1270 ließ sich der Augustinerorden auf anglo-normannischen Ruf hin in Cork nieder und gründete eine Priorei, heute als Red Abbey Cork bekannt.
Durch eine königliche Urkunde wurde 1318 das Amt des Mayors eingeführt. Die Einwohnerzahl betrug Mitte des 14. Jahrhunderts etwa 2000 Menschen. Durch eine Beulenpestepidemie kamen 1349 fast die Hälfte der Bevölkerung ums Leben. Nach dem Ende der englischen Rosenkriege suchte der Thronprätendent Perkin Warbeck 1491 in Cork Unterstützung für seine Umsturzpläne gegen König Heinrich VII. Der Mayor und einige wichtige Bürger der Stadt gingen mit Warbeck nach England und wurden nach dem Zusammenbruch der Rebellion gefangen genommen und hingerichtet. Corks Beiname „Rebel City“ hat in diesen Ereignissen seinen Ursprung.

### Religionskriege

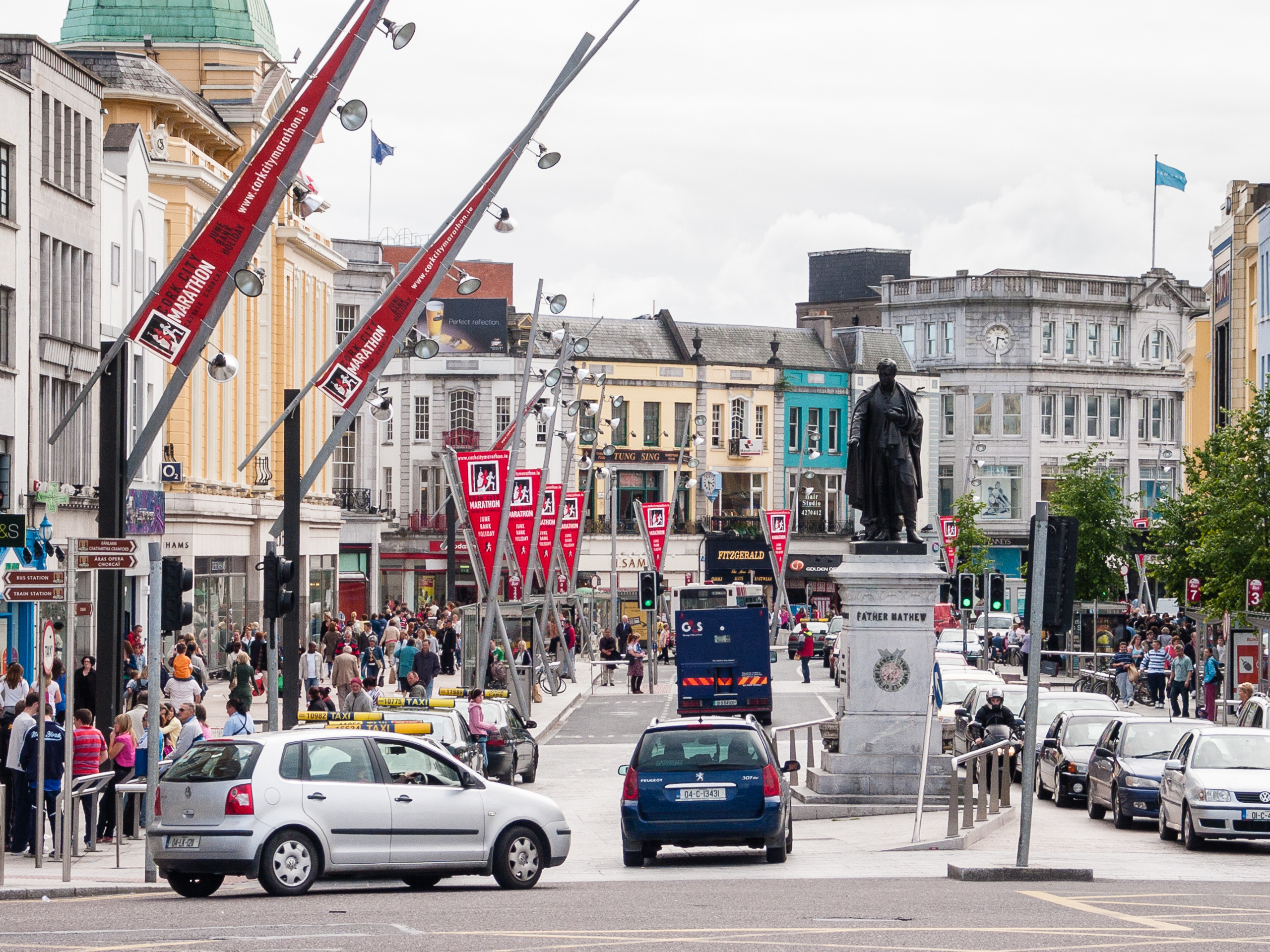
St. Patrick’s Street (2007)

In der zweiten Hälfte des 16. Jahrhunderts gelang es dem Haus Tudor, die englische Herrschaft über die gesamte Insel auszudehnen. Englische Siedler kamen ins Land und versuchten, die Reformation im katholischen Irland durchzusetzen. Cork litt insbesondere während der zweiten „Desmond-Rebellion“ zwischen 1579 und 1583. Die Landbevölkerung floh zu Tausenden vor den Kämpfen in die Stadt, in der es zudem noch zum Ausbruch von Seuchen kam.
Als im Jahr 1601 im nahegelegenen Kinsale spanische Truppen an Land gingen, um die Rebellion von Hugh O’Neill zu unterstützen, blieb ein großer Teil der Bürgerschaft der englischen Krone treu. Sie erhofften sich vergeblich größere Freiheiten für den katholischen Glauben. 1603 rebellierten die katholischen Einwohner. Sie bemächtigten sich des Waffenarsenals und vertrieben protestantische Geistliche und englische Beamte. Der daraufhin anmarschierenden Armee unter Lord Mountjoy mussten sie sich aber geschlagen geben und die Anführer des Aufstands wurden inhaftiert.
Im Jahr 1641 wurde Irland von einer katholischen Rebellion erschüttert, bei der mehrere tausend protestantische englische Siedler von den Aufständischen getötet wurden. Cork war zu dieser Zeit eine Hochburg der Protestanten und wurde zu einem Zufluchtsort für die Siedler. Sie blieb während des gesamten Krieges gegen die katholische Konföderation in englischer Hand. 1644 vertrieb der englische Stadtkommandant Murrough O’Brien, 1. Earl of Inchiquin, die katholischen Bewohner aus der Stadt. Obwohl sich die meisten Vertriebenen in umliegenden Ortschaften niederließen, blieb die Stadt Cork für die nächsten zwei Jahrhunderte protestantisch dominiert.
Während der Rückeroberung Irlands durch eine englische Armee unter Oliver Cromwell von 1649 bis 1653 stand Cork auf der Seite des englischen Parlaments, obwohl sich Inchiquin 1648 kurzzeitig mit der katholischen Konföderation verbündet hatte. Unter dem Einfluss von Roger Boyle, 1. Earl of Orrery, wechselte die Garnison aber 1650 wieder die Seiten. Im Konflikt um den englischen Thron zwischen Jakob II. und Wilhelm von Oranien war Cork 1689 zunächst in der Hand der jakobitischen Truppen. Im Jahr 1690 wurde die Stadt aber von einer protestantischen Armee unter John Churchill, 1. Duke of Marlborough, belagert und schließlich erobert. Dabei wurde die Stadtmauer fast vollständig zerstört. Mauerabschnitte, die nicht zerstört worden waren, wurden auf Befehl von König William III. abgetragen. Cork sollte nie wieder zur „Rebel City“ werden.

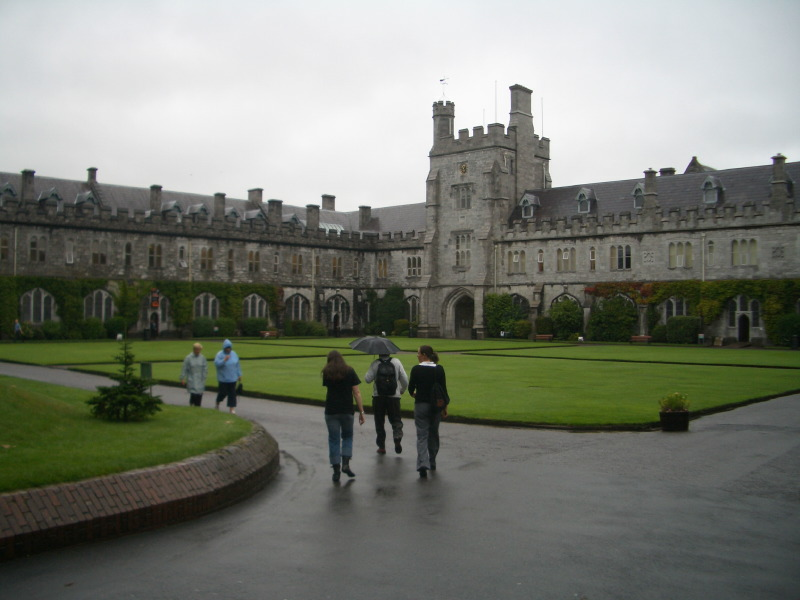
University College, Neo-Tudor-Bauten des Westwing

### Cork im 18. Jahrhundert
Zu Beginn des 18. Jahrhunderts kamen französische Hugenotten auf der Flucht vor religiöser Verfolgung nach Cork. Ihr Einfluss zeigt sich auch heute noch in Straßennamen, wie der French Church Street. Im Laufe des Jahrhunderts wurde fast die gesamte mittelalterliche Bausubstanz durch neue Gebäude in neoklassischer georgianischer Architektur ersetzt. Beispiele hierfür sind Christ Church, die Kirche St. Anne und das Custom House (1724). Zum Ende des Jahrhunderts erlebte die Stadt durch den stark expandierenden Hafen und die entstehenden Glasmanufakturen eine wirtschaftliche Blütezeit. Insbesondere der Butterexport nach Europa und Nordamerika verschaffte Cork einen für irische Verhältnisse beträchtlichen Wohlstand.

### Bevölkerungsexplosion, Hungersnöte und Auswanderung
Die erste Hälfte des 19. Jahrhunderts ist durch einen schnellen Anstieg der Bevölkerungszahlen gekennzeichnet. Um 1850 herum lebten ca. 80.000 Menschen in der Stadt. Die meisten Zuwanderer vom Lande flohen vor der Armut und den periodisch auftretenden Hungersnöten. Die Stadt konnte diesen Zustrom kaum bewältigen, so dass viele Menschen in katastrophalen Verhältnissen leben mussten. Allerdings sorgte der Zuwachs an überwiegend katholischer Bevölkerung dafür, dass der protestantische Einfluss in der Stadt schwand.
Cork und das nahe gelegene Cobh wurden seit 1825 zu den wichtigsten Auswanderungshäfen Irlands. Nach der großen Hungersnot von 1845 bis 1848 schwoll der Auswandererstrom deutlich an. Man schätzt, dass etwa 3 Millionen Menschen über den Hafen von Cork das Land verließen. Während des 19. Jahrhunderts erlebte auch die Industrie in Cork einen rasanten Aufschwung. Vor allem Brauereien, Brennereien und Schiffsbaubetriebe wurden gegründet. Auch der Anschluss an das Eisenbahnnetz im Jahr 1849 trug zu dieser Entwicklung bei. Im gleichen Jahr eröffnete auch die Universität.

### Unabhängigkeits- und Bürgerkrieg
Seit dem 19. Jahrhundert war Cork eine Hochburg des irischen Nationalismus. Zwischen 1916 und 1922 war die Stadt häufig der Schauplatz von Konflikten zwischen radikalen irischen Nationalisten und den britischen Truppen. Während des Osteraufstandes 1916 standen ungefähr 1000 Irish Volunteers für einen Aufstand gegen die britische Herrschaft bereit. Sie zerstreuten sich aber, ohne dass es zum Kampf kam.
Am 20. März 1920 wurde der Oberbürgermeister der Stadt, Tomás MacCurtain, ein glühender Nationalist, von Mitgliedern der Royal Irish Constabulary in Zivilkleidung in seinem Haus erschossen. Sein Nachfolger Terence MacSwiney wurde im August 1920 verhaftet und in das Gefängnis von Brixton in London gebracht. Dort starb er nach 73-tägigem Hungerstreik im Oktober 1920. Seine Beerdigung in Cork fand unter großer Anteilnahme der Bevölkerung statt. Als Antwort auf wiederholte Angriffe der IRA brannten britische Hilfstruppen (auch „Black and Tans“ genannt) am 11. Dezember 1920 das Stadtzentrum von Cork nieder. Dabei wurden über 300 Gebäude zerstört.
Bis zum Waffenstillstand im Juli 1921 kam es in der Stadt immer wieder zu Kämpfen zwischen der IRA und britischen Sicherheitskräften. Der überwiegende Teil der IRA-Einheiten in der Stadt akzeptierte den im Dezember 1921 abgeschlossenen Anglo-Irischen Vertrag nicht. Als im Juli 1922 der Bürgerkrieg ausbrach, war die Stadt eine Hochburg der Vertragsgegner. Aber schon im August 1922 wurde die Stadt von Truppen des neuen irischen Freistaates eingenommen. Die schlecht ausgerüsteten Vertragsgegner zerstreuten sich nach kurzem Kampf. Sie brannten ihre Unterkünfte nieder und führten noch bis ins Jahr 1923 einen Guerillakrieg in der Umgebung der Stadt. Dann verkündeten sie einen Waffenstillstand und gaben ihre Waffen ab.

## Verkehr

### Eisenbahn

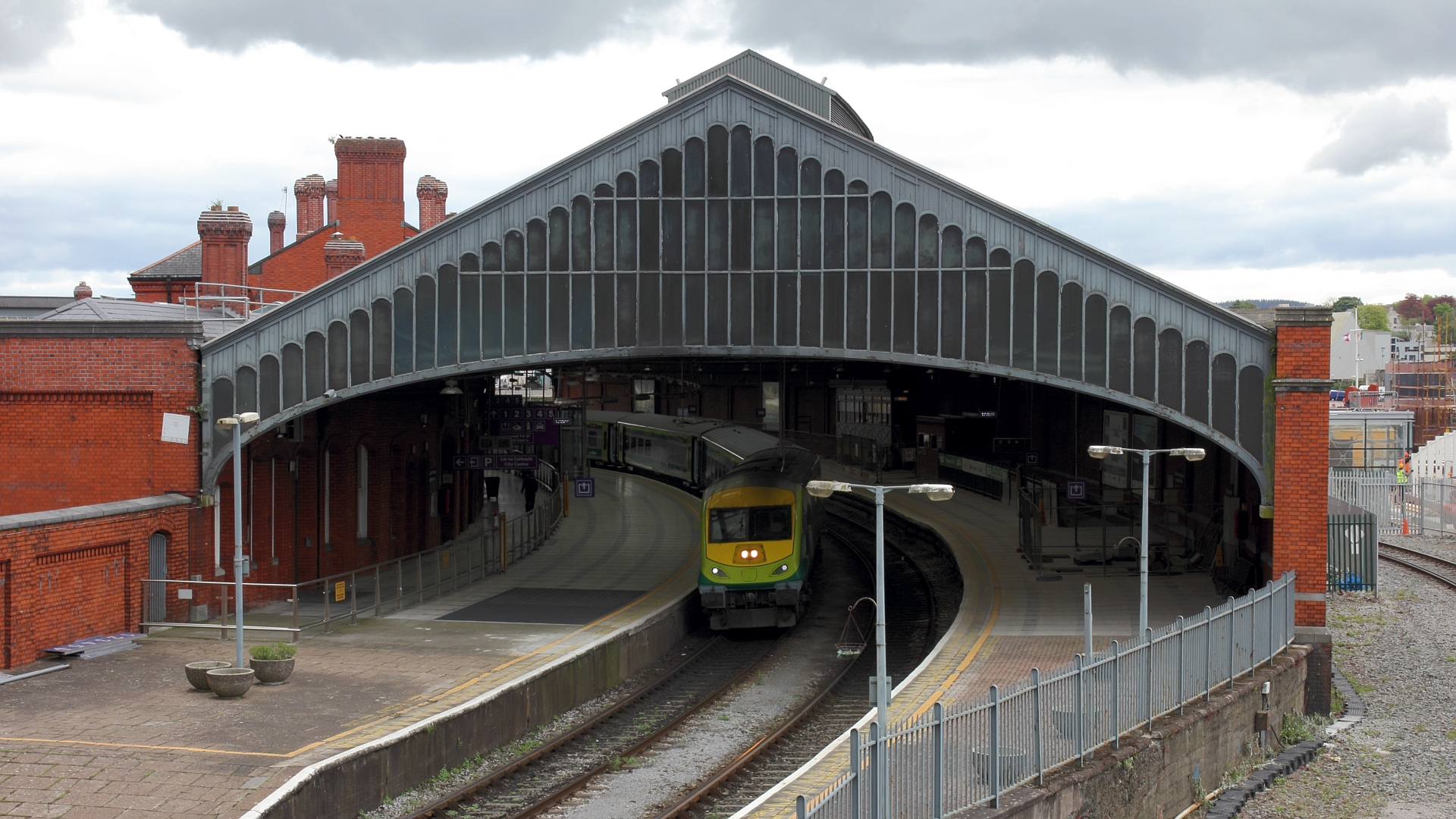
Bahnhofshalle Cork Kent

Cork ist über den Bahnhof Cork Kent an das nationale Eisenbahnnetz der Irish Rail angeschlossen und deren südlicher Endpunkt. Es führen nur noch Vorortverbindungen der Cork Suburbian Rail weiter nach Cobh und Midleton.

### Straßenverkehr
Cork ist End- bzw. Ausgangspunkt folgender überregionaler Straßen:
- M8 in Richtung Dublin, sie mündet bei Ballycuddahy in die M7
- N20 nach Limerick,
- N22 über Killarney nach Tralee an der Westküste Irlands und
- N25 über Waterford nach Wexford und dem Rosslare Harbour an der Ostküste mit seinen Fährverbindungen nach Großbritannien und Frankreich.

Die N27 führt zum Flughafen Cork und die N28 in den Hafen nach Ringaskiddy.

### Hafen
Der Hafen von Cork, ein Naturhafen an der Mündung des River Lee, liegt teilweise außerhalb der City. Passagierterminals liegen in Ringaskiddy und Cobh, ebenfalls außerhalb der Stadtgrenze. Der große Naturhafen ist Fähr-, Kreuzfahrt-, Container-, Industrie-, Fischerei- und Militärhafen. Bis 1938 war er britischer Militärhafen. Er ist heute Sitz des Irish Naval Service (der irischen Marine) und des irischen Fishery Monitoring Centers der Sea Fisheries Protection Authority (SFPA) sowie des Royal Cork Yacht Club, des ältesten Yachtclubs der Welt, in Crosshaven.

## Politik

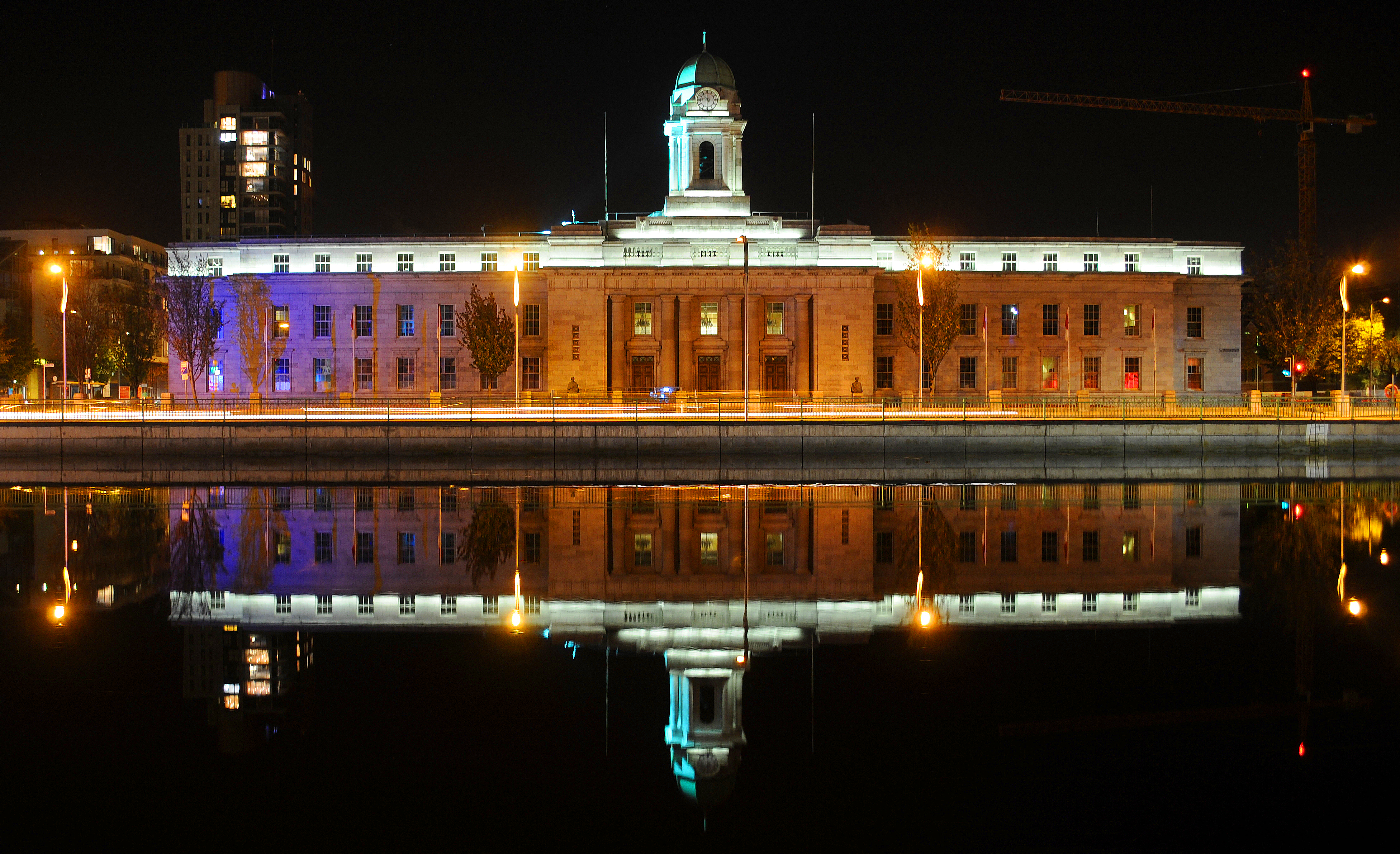
Das Rathaus Corks

### Oberbürgermeister
Der Oberbürgermeister (Lord Mayor) von Cork – das Amt existiert seit 1900 – wird jährlich im Juni vom Stadtrat (City Council) gewählt. Seit Juni 2024 ist es Dan Boyle von der Green Party.

### City Council
Der Cork City Council wird für fünf Jahre gewählt. Bei der Wahl im Juni 2024 gab es folgendes Ergebnis:
| Partei                           | Sitze |
| -------------------------------- | ----- |
| Fianna Fáil                      | 9     |
| Fine Gael                        | 5     |
| Sinn Féin                        | 4     |
| Green Party                      | 3     |
| Labour Party                     | 3     |
| Social Democrats                 | 1     |
| PBPS                             | 1     |
| Parteilose, kleine Gruppierungen | 5     |

- SF: 4
- SD: 1
- LAB: 3
- GP: 3
- FG: 5
- Unabh.: 5
- PBP–S: 1
- FF: 9

- SF: 22
- WP – PD: 4
- SD: 1
- LAB: 17
- GP: 8
- FG: 37
- Unabh.: 18
- PBP–S: 7
- FF: 40
- II: 1

### Städtepartnerschaften
- Coventry, Vereinigtes Königreich, 1969
- Rennes, Frankreich, 1982
- San Francisco, Vereinigte Staaten, 1984
- Köln, Deutschland, 1988
- Swansea, Vereinigtes Königreich, 1994
- Shanghai, Volksrepublik China, 2005

## Wirtschaft

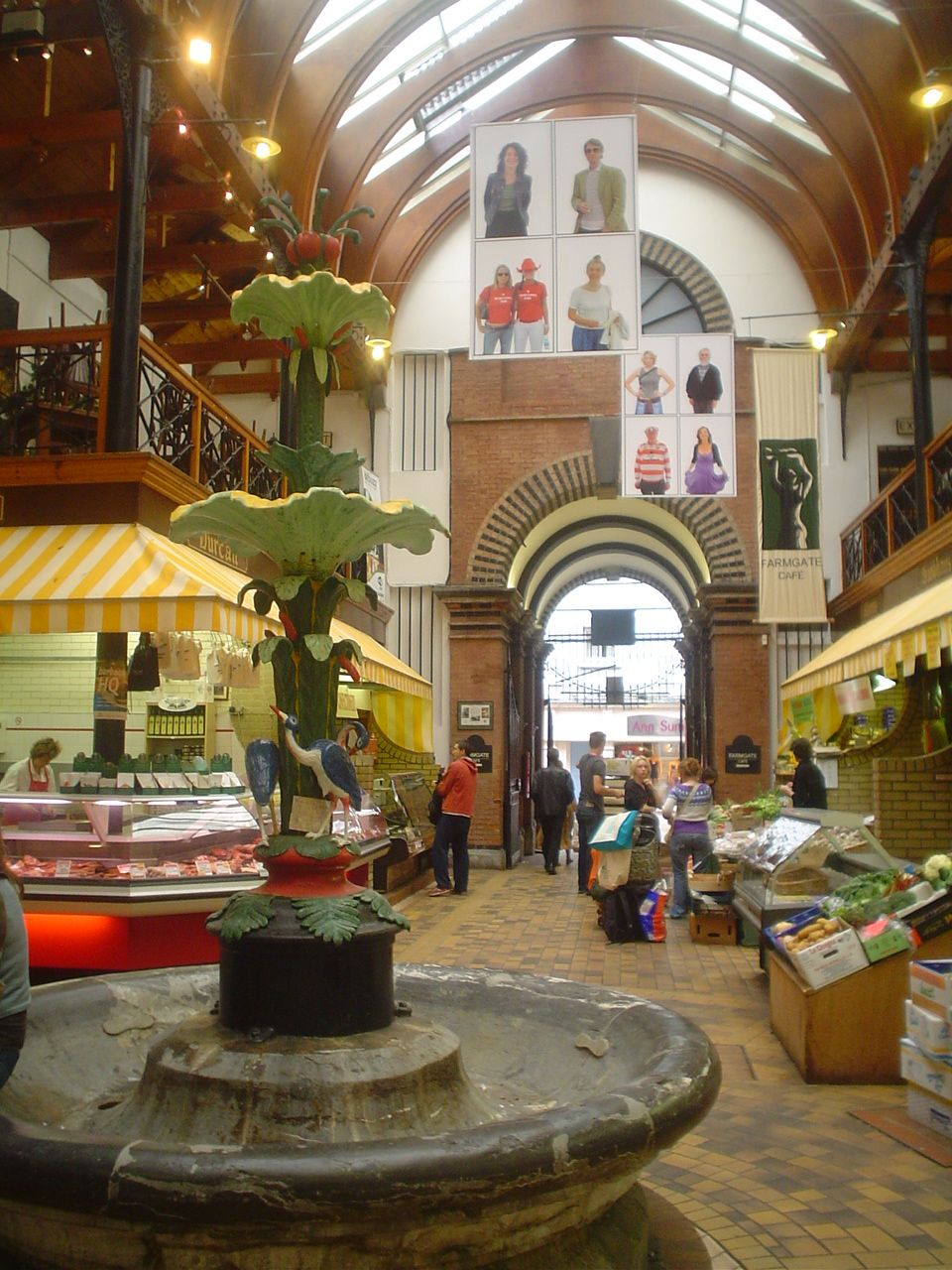
Der Englische Markt in Cork

Cork hatte im 17. und 18. Jahrhundert eine bedeutende Textilindustrie. Nahe der Stadt liegt der Flughafen Cork, der zweitgrößte internationale Flughafen Irlands.
Noch heute ist der Cork Harbour ein bedeutender Seehafen, der am Ende des zweitgrößten natürlichen Hafens liegt. Die in Irland hergestellte Butter (Kerrygold) hatte ihren Anteil am wirtschaftlichen Aufstieg. Vom Hafen aus wurden im 19. und 20. Jahrhundert hunderte von Tonnen gesalzene irische Markenbutter in die ganze Welt verschickt. Hierzu gibt es in der Stadt ein Butter-Museum. Des Weiteren befinden sich die beiden bekannten Brauereien Murphy’s und Beamish & Crawford in Cork.
In Cork befinden sich das University College Cork, das Cork Institute of Technology sowie mehrere IT-Unternehmen wie Apple, Logitech und EMC. Größter Arbeitgeber in der Stadt ist Apple mit seinem Europasitz.

## Kirchen
- Christ Church, auch „Triskel Christchurch“ genannt, in der Stadtmitte (1720–1726), heute für Kulturveranstaltungen genutzt
- St. Anne Church, auch „St. Anne Shandon Church“ genannt, im Stadtteil Shandon (1722–1726), Church of Ireland, mit einem hörenswerten Glockenspiel
- Cathedral of St Mary and St Anne, auch „St. Mary’s“ und „North Cathedral“ genannt (1799–1808), katholisch (Bischofskirche des Bistums Cork und Ross), mit einem hörenswerten Glockenspiel und einer sehenswerten Innenausstattung[26]
- Holy Trinity Church, zu Ehren von Theobald Mathew allgemein „Father Mathew Memorial Church“ genannt (1832–1890), katholisch (Kapuzinerkirche), mit einem großen Bleiglasfenster hinter dem Hochaltar zum Gedenken an den irischen Freiheitskämpfer Daniel O’Connell (1850 eingesetzt)[27]
- Saint Fin Barre’s Cathedral (1865–1879), Church of Ireland, im Stil französischer frühgotischer Kirchen erbaut[26]
- Christ the King Church im Stadtteil Turners Cross (1927–1931), katholisch, eine der ersten Kirche modernen Architektur in Irland[26]
- Church of St. Francis of Assisi (1949–1953), katholisch (Franziskanerkirche), im neobyzantinischen Stil erbaut,[28] mit sehenswerten Mosaiken[29]

## Kultur
Cork war 2005 Europäische Kulturhauptstadt. Zu den regelmäßigen Kulturveranstaltungen der Stadt gehört seit mehr als 50 Jahren das Cork Film Festival für Kurzfilme. Seit 1978 wird jährlich Ende Oktober das Cork Jazz Festival veranstaltet.
Der Fußballverein Cork City F.C. spielt in der höchsten irischen Spielklasse.

## Persönlichkeiten

### Söhne und Töchter der Stadt
- Mary Aikenhead (1787–1858), Nonne und Ordensgründerin
- Conel Hugh O’Donel Alexander (1909–1974), Schachspieler
- George James Allman (1812–1898), Biologe und Hochschullehrer
- Stephen Barrett (1913–1976), Politiker
- Anthony Barry (1913–1976), Politiker
- James Barry (1741–1806), Maler
- Myra Barry (* 1957), Lehrerin und Politikerin
- Peter Barry (1928–2016), Politiker der Fine Gael
- Robert Bell (1800–1867), Schriftsteller und Journalist
- Liam Burke (1928–2005), Politiker
- Anne Buttimer (1938–2017), Geographin
- Noel Cantwell (1932–2005), Fußball- und Cricketspieler
- Timothy Carroll (1888–1955), Leichtathlet
- James Colbert (1898–1955), römisch-katholischer Geistlicher und Apostolischer Vikar von Port Elizabeth
- Martin Collins (* 1928), Autor und Maler
- Michael Collins (* 1968), Politiker
- Megan Connolly (* 1997), Fußballspielerin
- Thomas-Louis Connolly OFMCAp (1814–1876), römisch-katholischer Ordensgeistlicher und Erzbischof von Halifax
- Seán Casey (1922–1967), Politiker
- Seán French (1931–2011), Politiker
- James Corr (* 1934), Politiker
- Martin Corry (1889–1957), Politiker
- Patrick Coveney (1934–2022), römisch-katholischer Geistlicher, Erzbischof und Diplomat des Heiligen Stuhls
- Simon Coveney (* 1972), Politiker
- Donal Creed (1924–2017), Politiker
- Thomas Crofton Croker (1798–1854), Altertumsforscher und Autor
- Damien Delaney (* 1981), Fußballspieler
- Gerard Delanty (* 1960), irisch-britischer Soziologe und emeritierter Professor
- John Dennehy (* 1940), Politiker
- Barry Desmond (* 1935), Gewerkschaftsfunktionär und Politiker (Irish Labour Party)
- John England (1786–1842), erster Bischof von Charleston
- Benjamin Farrington (1891–1974), Klassischer Philologe und Wissenschaftshistoriker
- William FitzGerald (1906–1974), hoher Richter
- Brian Fitzgibbon (* 1952), Maler und Grafiker
- Tilly Fleischmann (1882–1967), Pianistin, Organistin, Musikpädagogin und Autorin
- Tom Fleming (* 1951), Politiker
- Patrick Galvin (1927–2011), Schriftsteller
- Gary Gannon (* 1987), Politiker
- Dermot Gleeson (* 1948), Prozessanwalt, Attorney General of Ireland (Generalstaatsanwalt) und Vorstandsvorsitzender der Allied Irish Banks (AIB)
- Jack Gleeson (* 1992), Schauspieler
- Thomas Gould (* 1968), Politiker
- Brendan Griffin (* 1982), Politiker
- Matt Griffin (* 1982), Autorennfahrer
- Duncan Hamilton (1920–1994), Formel-1-Rennfahrer
- Conor Harte (* 1988), Hockeyspieler
- David Harte (* 1988), Hockeyspieler
- Gus Healy (1904–1987), Politiker
- Marian Heffernan (* 1982), Sprinterin
- Robert Heffernan (* 1978), Geher
- Edward Hincks (1792–1866), Assyriologe und einer der frühesten Entzifferer der Keilschrift
- Francis Humphreys (1891–1961), Politiker
- Adam Idah (* 2001), Fußballspieler
- Mary Harris „Mother“ Jones (1837–1930), US-amerikanische Führerin der Arbeiter- und Gewerkschaftsbewegung
- Jaze Kabia (* 2000), Fußballspieler
- Roy Keane (* 1971), Fußballspieler
- Caoimhín Kelleher (* 1998), Fußballtorwart
- Tom Kiernan (1939–2022), Rugby-Union-Spieler
- Tom Leahy (* 1957), Leichtathlet, Bocciaspieler und Illustrator
- Eileen Lemass (* 1932), Politikerin
- Ciarán Lynch (* 1964), Politiker
- Kathleen Lynch (* 1953), Politikerin
- Denis Lyons (1792–1825), ernannter Apostolischer Vikar von Nova Scotia
- Micheál Martin (* 1960), Teachta Dála, Oberbürgermeister von Cork und Minister auf mehreren Positionen
- Timmy Matley (16. Februar 1982–9. April 2018), Sänger von „The Overtones“
- Jack McAuliffe (1866–1937), Boxer
- Karl McCarthy (1928–unbekannt), Radrennfahrer und Unternehmer
- Brian McCracken (* 1934), Jurist
- Michael McGrath (* 1976), Politiker
- Séamus McGrath (* 1973 oder 1974), Politiker
- Sean McLoughlin (* 1996), Fußballspieler
- David Meyler (* 1989), Fußballspieler
- Liam Miller (1981–2018), Fußballspieler
- John Moher (1909–1957), Politiker
- Michael Moynihan (* 1968), Politiker
- Breeda Moynihan-Cronin (* 1953), Politikerin
- Edward Mulhare (1923–1997), Schauspieler
- Alex Murphy (* 1997), Schauspieler
- Fidelma Murphy (1944–2018), Schauspielerin
- Joseph Murphy (* 1968), katholischer Geistlicher, Protokollchef des vatikanischen Staatssekretariats
- Margaret Murphy O’Mahony (* 1969), Politikerin
- Laura Nicholson (* 2000), Mittelstreckenläuferin
- Saoirse Noonan (* 1993), Fußballspielerin
- Jake O’Brien (* 2001), Fußballspieler
- Donncha O’Callaghan (* 1979), Rugbyspieler
- David G. O’Connell (1953–2023), katholischer Geistlicher, Weihbischof in Los Angeles
- Anthony O’Connor (* 1992), Fußballspieler
- Frank O’Connor (1903–1966), Schriftsteller
- Ken O’Flynn (* 1978 oder 1979), Politiker
- Thomas F. O’Higgins (1916–2003), Politiker der Fine Gael und Präsident des Obersten Gerichts
- Kevin O’Keeffe (* 1964), Politiker
- Donnchadh Ó Laoghaire (* 1989), Politiker
- Ciarán Ó Lionáird (* 1988), Mittel- und Langstreckenläufer
- Peter O’Mahony (* 1989), Rugby-Union-Spieler
- Kieran O’Reilly (* 1952), römisch-katholischer Bischof
- Tim O’Reilly (* 1954), Verleger, einer der Begründer des Web 2.0
- Derval O’Rourke (* 1981), Leichtathletin
- Christopher O’Sullivan (* 1982), Politiker
- Denise O’Sullivan (* 1994), Fußballspielerin
- Niamh O’Sullivan (* 1994), Opern- und Konzertsängerin (Mezzosopran)
- Pádraig O’Sullivan (* 1984), Politiker
- Toddy O’Sullivan (1934–2021), Politiker
- James Pattison (1889–1963), Politiker
- Camilla Power (* 1976), Schauspielerin
- John Joe Rice (1893–1970), Politiker
- Jan Rossiter (* 1987), Skilangläufer und Olympionike
- Louise Shanahan (* 1997), Mittelstreckenläuferin
- Seán Sherlock (* 1972), Politiker
- Alicia Boole Stott (1860–1940), Mathematikerin
- Ciarán Teehan (* 1999), Dartspieler
- William Titt (1881–1956), britischer Turner
- Niall Tóibín (1929–2019), Schauspieler
- Robert Richard Torrens (1812 oder 1814–1884), australischer Politiker
- John Twomey (* 1955), Diskuswerfer, Segler
- Mark O’Leary (* 1969), Jazz- und Improvisationsmusiker
- Dan Wallace (1942–2025), Politiker
- Catherine Walsh (* 1970), Schauspielerin
- Eileen Walsh (* 1977), Schauspielerin
- Pearse Wyse (1928–2009), Politiker, zweimaliger Oberbürgermeister

### Personen mit Beziehung zur Stadt
- Dermot McGrath († nach 1600), katholischer Bischof in Cork zur Zeit der Reformationskonflikte
- Rory Gallagher (1948–1995), irischer Gitarrist und Singer-Songwriter, aufgewachsen in Cork City
- Theodor Gmür (1859–1929), aus der Schweiz kommender Musiker, Organist und Chorleiter an der Sts Peter and Paul's Church, Professor der Cork School of Music sowie erster musikalischer Direktor der Cork Operatic Society
- Jonathan Rhys Meyers (* 1977), irischer Theater- und Filmschauspieler, lebt seit 1978 in Cork
- Kurt Cobain (1967–1994), Sänger und Gitarrist der Band Nirvana, hatte sich laut einem Interview mit Jon Savage mit seinen Wurzeln in unter anderem Cork am meisten identifizieren können.[30]
- John O’Shea (* 1975), Dartspieler, ist in Cork aufgewachsen und lebt noch dort
- Daria Werbowy (* 1983), Model, lebt zusammen mit ihrem Freund in Cork

## Trivia
- Cork wird von seinen Bewohnern auch The Real Capital genannt.[31]
- In Cork befindet sich in der Bandon Road das erste Fish & Chips-Lokal Irlands. Es wurde 1951 vom namensgebenden Jackie Lennox und dessen Frau eröffnet und wird auch heute noch von der Familie Lennox geführt.[32]
- Ein nach der alten Corker Brennerei Hewitts benannter leichter Grain Whiskey wird von Irish Distillers hergestellt, und Paddy. Old Irish Whiskey wurde von Cork Distillieris Co. gebrannt.[33]

## Klimatabelle
|                       | Jan | Feb | Mär | Apr  | Mai  | Jun  | Jul  | Aug  | Sep  | Okt  | Nov | Dez |   |      |
| Mittl. Tagesmax. (°C) | 7,6 | 7,6 | 9,3 | 11,4 | 13,8 | 16,6 | 18,5 | 18,1 | 15,9 | 13,1 | 9,8 | 8,4 | ⌀ | 12,5 |
| Mittl. Tagesmin. (°C) | 2,7 | 2,6 | 3,1 | 4,2  | 6,4  | 9,2  | 11,0 | 10,9 | 9,4  | 7,5  | 4,5 | 3,5 | ⌀ | 6,3  |
|                       |     |     |     |      |      |      |      |      |      |      |     |     |   |      |
| Niederschlag (mm)     | 148 | 115 | 97  | 70   | 84   | 68   | 65   | 90   | 97   | 126  | 109 | 136 | Σ | 1205 |
|                       |     |     |     |      |      |      |      |      |      |      |     |     |   |      |
| Sonnenstunden (h/d)   | 1,7 | 2,3 | 3,5 | 5,2  | 6,1  | 5,7  | 5,5  | 5,1  | 4,1  | 2,8  | 2,2 | 1,6 | ⌀ | 3,8  |
|                       |     |     |     |      |      |      |      |      |      |      |     |     |   |      |
| Regentage (d)         | 16  | 14  | 13  | 10   | 13   | 10   | 9    | 12   | 12   | 14   | 14  | 15  | Σ | 152  |
|                       |     |     |     |      |      |      |      |      |      |      |     |     |   |      |
| Wassertemperatur (°C) | 9   | 9   | 8   | 9    | 11   | 14   | 15   | 16   | 15   | 14   | 11  | 10  | ⌀ | 11,8 |
|                       |     |     |     |      |      |      |      |      |      |      |     |     |   |      |
| Luftfeuchtigkeit (%)  | 88  | 87  | 85  | 81   | 82   | 83   | 84   | 85   | 86   | 88   | 88  | 89  | ⌀ | 85,5 |

| 2,7 |

| 2,6 |

| 3,1 |

| 4,2 |

| 6,4 |

| 9,2 |

| 11,0 |

| 10,9 |

| 9,4 |

| 7,5 |

| 4,5 |

| 3,5 |

| 2,7 |

| 2,6 |

| 3,1 |

| 4,2 |

| 6,4 |

| 9,2 |

| 11,0 |

| 10,9 |

| 9,4 |

| 7,5 |

| 4,5 |

| 3,5 |